# 20352 Pinakibose
A 20352 Pinakibose (ideiglenes jelöléssel 1998 HC129) a Naprendszer kisbolygóövében található aszteroida. A LINEAR projekt keretében fedezték fel 1998. április 19-én.